# Nieder-Modau

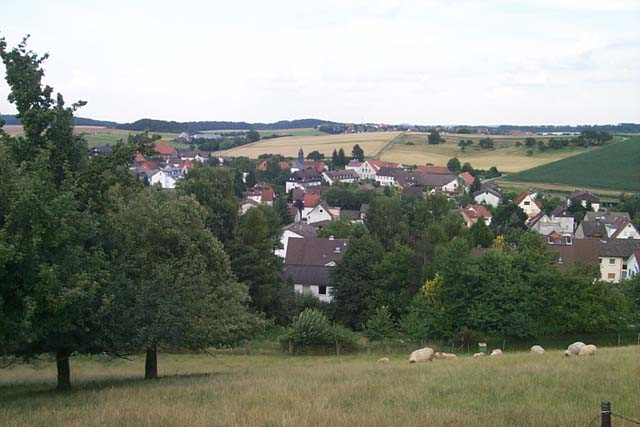
Nieder-Modau

Die ehemals eigenständige Gemeinde Nieder-Modau bildet 1971 gemeinsam mit Ober-Modau den ab 1977 zu Ober-Ramstadt gehörenden Stadtteil Modau im südhessischen Landkreis Darmstadt-Dieburg, rund 12 km südöstlich von Darmstadt. Funde im Ortsgebiet bezeugen die vor- und frühgeschichtliche Bedeutung des Ortes, der im 14. Jahrhundert Schauplatz des Raubrittertums war. Im 20. Jahrhundert ist Nieder-Modau durch den „Bankenkrach“ in weiten Teilen Deutschlands bekannt geworden. Die Bergbaugeschichte des Ortes reicht bis in das Jahr 1507 zurück.

## Geografie

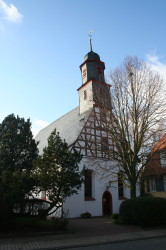
Evangelische Kirche Nieder-Modau, Ursprünge aus dem 13. Jahrhundert

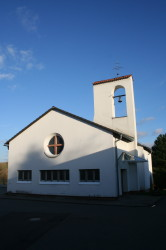
Katholische Kirche St. Pankratius

Nieder-Modau liegt in einem in nord-südlicher Richtung verlaufenden Tal des vorderen Odenwalds am Bach Modau. Auf dem westlich angrenzenden Höhenzug (320–340 m) verläuft der europäische Fernwanderweg E1. Auf den östlich angrenzenden Erhebungen (260–280 m) sind Siedlungen aus der Römerzeit nachweisbar (Flurbezeichnung: Im römischen Grund).
Den Taleingang begrenzt im Norden der Schlossberg (280 m), auf dem angeblich bis 1382 die Burg Nieder-Modau stand. Im Süden schließt sich unmittelbar Ober-Modau an. Die früher bestehende Trennung beider Orte ist inzwischen durch die Lückenbebauung kaum noch erkennbar.

### Nachbargemeinden
Im Norden grenzt Nieder-Modau an das Kerngebiet der Stadt Ober-Ramstadt, etwas weiter westlich an Nieder-Ramstadt (Gemeinde Mühltal) und an Waschenbach (Gemeinde Mühltal). Im Süden liegen die Gemarkungen von Waschenbach (Gemeinde Mühltal) und Ober-Modau (Stadt Ober-Ramstadt). Östlich liegen die Orte Asbach (Gemeinde Modautal), Rodau (Stadt Groß-Bieberau), Rohrbach und Wembach (beides Stadt Ober-Ramstadt).

## Geschichte

### Frühzeit

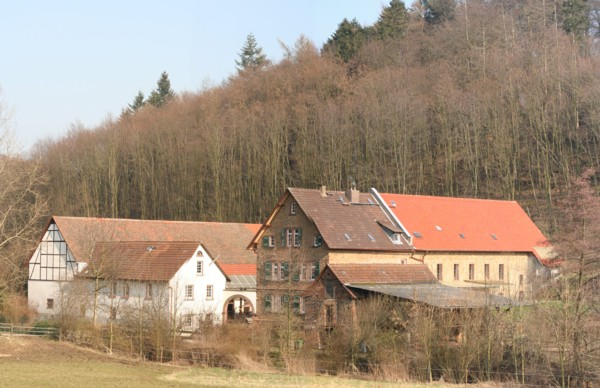
Alte Schlossmühle Nieder-Modau

Auf dem westlichen Höhenzug sind drei Steinbeile aus der Michelsberger Kultur (ca. 2000 v. Chr.) und Scherben aus der Urnenfelderzeit (1200–800 v. Chr.), aus der Hallstattkultur (800–500 v. Chr.) und La-Tène-Kultur (500 v. Chr. bis 50 n. Chr.) gefunden worden. Im Birkenbusch, südwestlich von Ober-Modau befindet sich ein Hügelgrab aus der La-Tène-Zeit. An der östlichen Nieder-Modauer Grenze (Gewann In der Flachsröß), stand im 2. Jahrhundert ein römischer Hof. In dem Bereich wurden bei einer Begehung auch Funde aus prähistorischer Zeit gemacht.
Zwischen dem Silberberg und dem Hohen Rodberg, auf dem sich ebenfalls Hügelgräber befinden, verläuft seit vorgeschichtlicher Zeit die Kreuzstraße, seinerzeit eine Verbindung der rheinischen Tiefebene mit dem Odenwald.

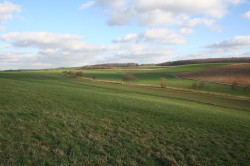
Römischer Grund, ehemaliges römisches Siedlungsgebiet bei Nieder-Modau

In der Römerzeit verlief über diese Höhe in nord-südlicher Richtung eine Handelsstraße (Hohe Straße, heutiger Fernwanderweg E1). Auf der westlichen Anhöhe verlief in der Römerzeit ebenfalls eine „hohe Straße“, über den Birkenbusch nach Bensheim führend, eine Querverbindung von Dieburg zur Bergstraße.

### Mittelalter
In den Katzenelnbogener Urkunden ist der Ortsname in wechselnder Schreibweise belegt (in Klammern das Jahr der Erwähnung): Modaha (1255), Muda (1305), Niedermodau (1344), Groß Modau (1360), Kirchmodau (1400).
1247 wird in einer katzenelnbogischen Urkunde ein Gerhard von Modau genannt, der Ritter und gräflicher Burgmann auf dem Schloss Auerbach war. 1255 wird erstmals indirekt die Kirche Nieder-Modaus bezeugt. Auf dem Kirchhof zu Modau tagte ein Gericht, das von Graf Diether V. (Katzenelnbogen) und seinem Kontrahenten Konrad von Dornberg einberufen war, um ihre Streitigkeiten über die Bezahlung gewisser Schulden zu regeln. Man einigte sich auf ein Schiedsgericht.
Die Ursprünge der Kirche werden in der Zeit um 1150 vermutet, zu der auch die Burg Nieder-Modau entstanden sein soll.

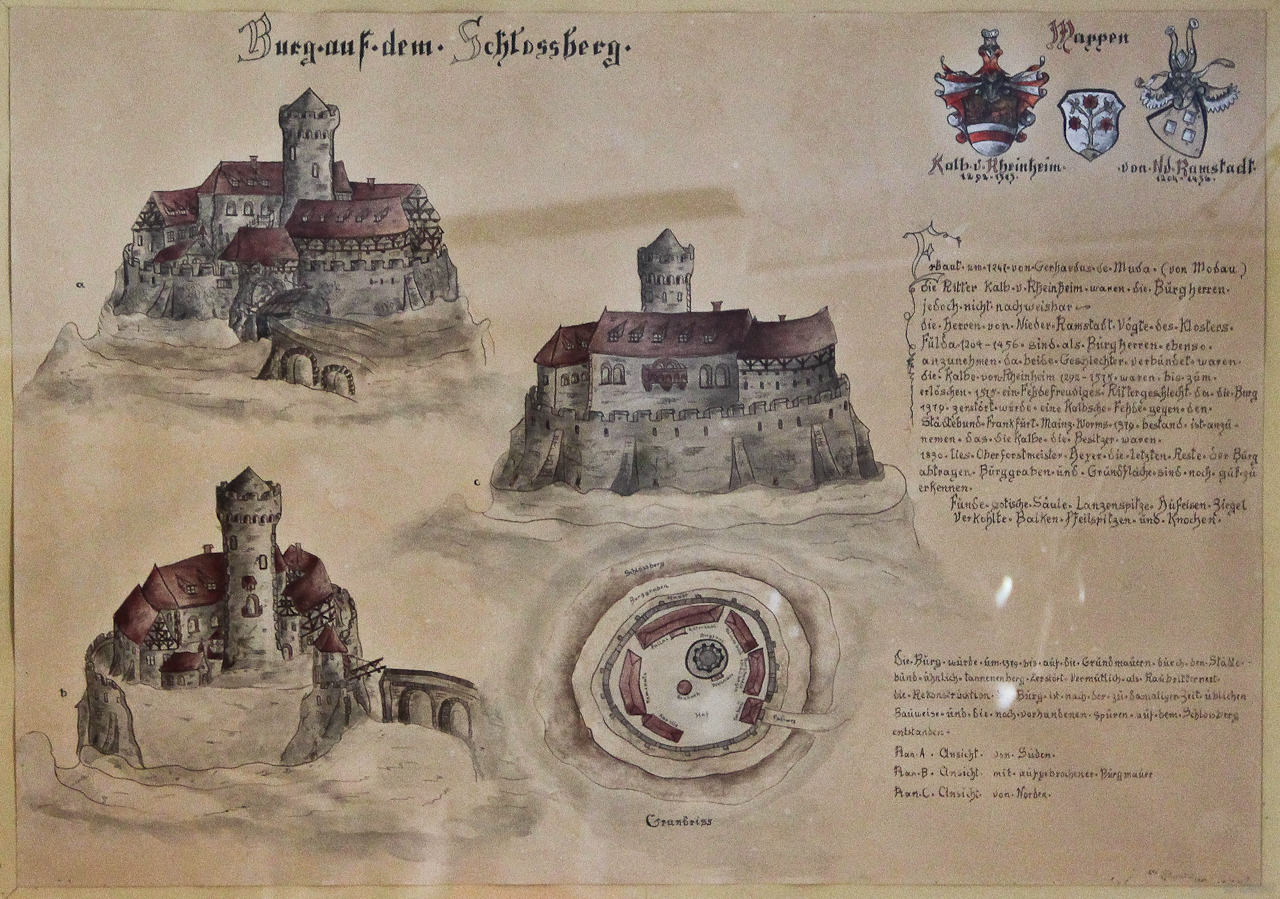
Ehemalige Burg auf dem Schlossberg (Rekonstruktionsversuch)

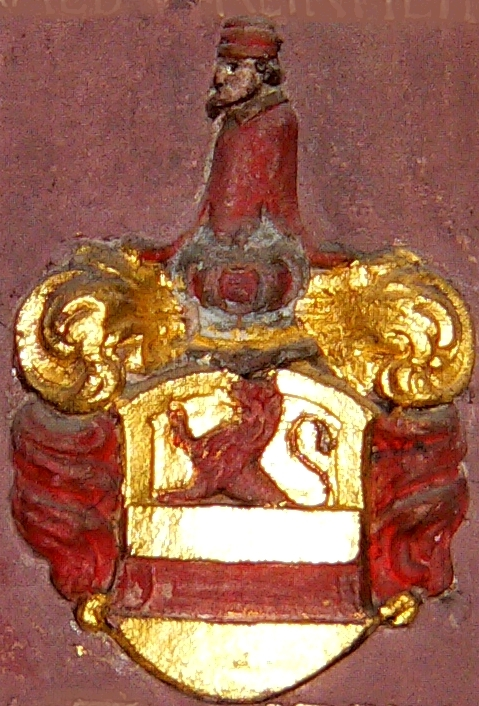
Wappen der Kalb von Reinheim

Schlossberg bei Nieder-Modau Dezember 2006

Letzter Burgherr der auf dem Schloßberg stehenden Burg soll der als Raubritter in die Geschichtsbücher eingegangene Werner Kalb von Reinheim gewesen sein. Kalb hatte zunächst der Stadt Frankfurt schriftlich beteuert, nicht länger gegen die Stadt selbst und die zur Messe der Stadt reisenden Kaufleute vorzugehen und dafür von der Stadt Geld erhalten. Zwei Jahre später widerrief er diese Erklärung ebenfalls schriftlich. Weggefährten von Kalb gründeten kurze Zeit später den Löwenbund. Als Reaktion darauf entstand der zweite Rheinische Städtebund, der kurz darauf beschloss, dass die Städte Frankfurt, Mainz und Worms dem Treiben des Kalb ein Ende setzen sollten. Die Burg wurde angeblich 1382 durch Reisige (bewaffnete Dienstleute) dieser Städte zerstört und ist nicht wieder aufgebaut worden. Ihre Ruine wurde als Steinbruch genutzt. In den Urkunden der Grafschaft von Katzenelnbogen findet sich eine umfangreiche Zusammenstellung der Schäden in Nieder-Modau, Ober-Modau, Rohrbach, Wembach und dem Hofgut Illbach (Eulbach).
Die Grafen von Katzenelnbogen sind ab dem 13. Jahrhundert im Besitz aller Kirchenrechte der Kirchengemeinde Nieder-Modau, das heißt, sie besaßen nicht nur das Patronat, sondern verfügten auch über den Zehnten. 1300 und 1310 erwirkten sie die Stadtrechtsverleihung für Reinheim und Ober-Ramstadt. 1330 für Darmstadt. Dies bedeutete vor allem das Recht, eine Mauer zu errichten und einen Markt abhalten zu dürfen. Von 1270 bis 1474 war der Zehnt aus den zum Nieder-Modauer Kirchspiel gehörenden Dörfern Nieder-Modau, Ober-Modau, Ernsthofen, Asbach und Klein-Bieberau an das Geschlecht der Jude vom Stein verliehen. Lehnsherren waren die Grafen von Katzenelnbogen.
1368 wird Gerhard von Katzenelnbogen, der Sohn Johanns von Katzenelnbogen († 1357) und Bruder Diethers VIII. (1340–1402) als Pastor der Pfarrkirche in Modau bekundet. Er war jedoch nicht als Pfarrer tätig, sondern hatte für die Dienstverrichtung einen Pleban eingesetzt, den er aus eigener Tasche bezahlte. Ihm standen jedoch der Zehnt vom Kirchspiel Nieder-Modau und die Einnahmen aus den Kirchengefällen zu. Gerhard von Katzenelnbogen wurde 1380 Dompropst zu Speyer.
Das Kirchspiel Modau gehörte bis zur Reformation zum Landkapitel Groß-Gerau und somit zum Archidiakonat St. Viktor in Mainz. Kirchenheiliger war der heilige Prankatius. Dies erklärt auch den Namen der nach dem Zweiten Weltkrieg entstandenen Diasporagemeinde „St. Pankratius“ in Modau.
Lehnsträger in Nieder-Modau waren im Spätmittelalter die Familien Ludwig Blache (1287), Jude vom Stein (Steyne) (1305), eine aus Mainz stammende und später in Bensheim sesshafte Familie, Werberg von Lindenfels (1371), eine im 15. Jahrhundert zeitweise sehr einflussreiche Familie am Heidelberger Hof, Kalb von Reinheim (1382), die Familie war später Mitglied im Ritterkanton Odenwald, Wilhelm und Gerhard Kuche von Dornberg (1386), Henne von Zwingenberg (1400) und von Ortenberg (1403). 1407 bestreitet Konrad von Frankenstein das Recht der Grafen von Katzenelnbogen an dem Zehnt aus Nieder-Modau, verzichtet jedoch am 22. Februar 1409 gegenüber „Graf Johann von Katzenelnbogen auf sein Recht, die Kirche zu Modau (Muda) zu verleihen und überträgt es dem Grafen, der davon ohne Konrads und seiner Erben Widerspruch Gebrauch machen kann, so oft es notwendig wird.“
1410 versichert Graf Johann von Katzenelnbogen dem Ritter Emicho von Bürresheim (Burntz), seiner getreuen Dienste wegen u. a. den „ehedem Gerlach und Hermann Hagelstein (Hail-) gehörende Teil des Gutes zu Modau“, „wenn dieser ohne leibliche Lehnserben sterben sollte, auf seine gesamten männlichen Enkel zu übertragen.“ Auch die Familie von Echter war 1420 Lehnsträger in Nieder-Modau, sie erhielt die Güter des verstorbenen Heinrich von Hattstein und war später Mitglied im Ritterkanton Odenwald. Im Jahr 1421 erhält die Familie Gayling von Altheim Lehen in Modau (die Familie war später Mitglied im Ritterkanton Odenwald). 1445 kaufen die Herren von Wallbrunn, die um 1440 die Burg Ernsthofen (heute Schloss Ernsthofen, Gemeinde Modautal) gekauft hatten und dort ihren Herrensitz errichteten, den Hof von Wilhelm Kuche in Nieder-Modau. Weitere Lehensträger waren die Wais von Fauerbach (1516), von Buseck, genannt Münch und von Bobenhausen (1671).
In einer Urkunde vom 18. Juni 1449 wird Nieder-Modau erneut erwähnt: „Graf Philipp der Ältere übergibt seinem Sohn dessen Siegel, damit er diesen Vertrag mit seinem eigenen Siegel bestätigen kann. Junggraf Philipp darf von dem, was ihm darin lebenslänglich zugeteilt wird, nichts versetzen, veräußern oder sonstwie vergeben, beleihen oder belasten, sondern muss es, so lange sein Vater lebt, so erhalten, wie es ihm jetzt übertragen wird, es sei denn, dass sein Vater zu einer solchen Veräußerung oder Belastung seine Zustimmung gibt. (…) Auf Grund dieser Abmachungen hat Graf Philipp d. Ä. seinem Sohn folgende Schlösser, Städte und Dörfer mit allem Zubehör übergeben: Burg und Stadt Darmstadt, Bessungen, Arheilgen, Erzhausen, Schneppenhausen, Wixhausen, Gräfenhausen, Nieder-Ramstadt, Ober-Ramstadt, Nieder-Modau, Ober-Modau, Hahn, Klein-Bieberau, Semd, Zimmern und Dudenhofen sowie die Hälfte der Stadt Reinheim mit Zubehör und die Hälfte der Gülte, Beede, Zinse und Gefälle zu Rüsselsheim, Seilfurt und Raunheim. Andere Rechte soll er jedoch in den drei letztgenannten Orten nicht haben.“
Graf Philipp der Ältere verpfändet 1457 ein Viertel von Modau an den  Pfalzgrafen Friedrich I.
Philipps Söhne Eberhardt und Philipp der Jüngere verstarben jedoch vor dessen Tod, so dass Philipp der Ältere ohne männliche Nachkommen starb. Die Grafschaft Katzenelnbogen fiel deshalb 1479 an die Landgrafschaft Hessen, an Philipps Schwiegersohn Heinrich III. von Hessen. Um 1490 war Nieder-Modau neben weiteren benachbarten Orten nach altem Herkommen verpflichtet, im Frondienst Brennholz auf das Schloss Lichtenberg zu bringen.
1526 verfügte Landgraf Philipp („der Großmütige“) die Einführung der Reformation in seinem Land. Er selbst war schon 1524 der „neuen Lehre“ beigetreten. Als einer der ersten Geistlichen trat noch im gleichen Jahr Pfarrer Ewald Poth zum evangelischen Glauben über.
Aus den Kirchenrechnungen der Jahre 1554/55 lassen sich Bauarbeiten an der Kirche Nieder-Modau als Frondienste nachweisen („alte Gebäude abgebrochen, Stickholz gerissen,  …“).
Auf den Weihnachtstag des Jahres 1550 wird die Gefangennahme der Brüder Hans Adolf und Hans Philipp von Wallbrunn in Modau datiert. Ihre Mutter soll „vom alten Hornbeck“, einem Bauern aus Nieder-Modau, gebeten worden sein, am Weihnachtstag ein Kind zur Taufe zu heben. Elisabeth von Wallbrunn soll eingewilligt haben und gemeinsam mit ihren beiden Söhnen, ihrer Tochter Maria und einem Diener den Gottesdienst in Nieder-Modau besucht haben. Ihre Söhne sollen jedoch zuvor in der Zeit ab 1549 durch Gewalttaten und willkürliche Machtausübung auffällig geworden sein, weshalb der damalige Lichtenberger Amtmann, Burkhard von Heringshausen, mit Hilfe des Zentgrafen von Ober-Ramstadt die Festnahme der Brüder durchsetzte. Sie sollten ursprünglich nach Kassel gebracht werden, was jedoch u. a. an der Intervention der Schwester ihrer Mutter, Helena von Frankenstein, scheiterte. Stattdessen wurden sie nach drei Tagen Arrest in einem Nieder-Modauer Bauernhaus nach Reinheim gebracht und dort verhört. Sie kamen erst auf Drängen ihres Bruders, Hans Eberhard von Wallbrunn wieder frei, nachdem sie gelobt hatten, vor landgräflichen Räten die anstehenden Streitfälle gerichtlich klären zu lassen.
Für das Jahr 1569 ist eine „Prozessankündigung des Grafen Christoph Ernst von Diez gegen seinen Halbbruder, Landgraf Georg I. von Hessen-Darmstadt, wegen Lehensbesitz des Kalbenhofes“ in den Archiven des Staatsarchivs Darmstadt verzeichnet und ab 1609 gibt es eine Dokumentation zum „Rauen Hof zu Nieder-Modau“.

### Dreißigjähriger Krieg (1618–1648)
Das Kirchspiel Nieder-Modau, zu dem damals auch Ober-Modau, Ernsthofen, Asbach, Klein-Bieberau, Webern und Rohrbach gehörten, zählte zu Beginn des Dreißigjährigen Krieges etwa 800 Einwohner. Zwei Jahre nach Ende des Krieges, 1650, lebten in den Dörfern des Kirchspiels noch 55 Menschen, davon 24 in Nieder-Modau.
Der Bevölkerungsrückgang ist vor allem auf den Einfall der Heere von Peter Ernst II. von Mansfeld von 1622 und die Hunger- und Pestperiode von 1634/35 zurückzuführen.
Der Schultheiß und Zentschöffe Hans Herzog soll zu den Vorgängen in Nieder-Modau bezeugt haben:
„Ein Haufen mansfeldischer Reiter sei zu ihnen kommen von Nieder-Ramstadt und Hafer bei ihnen abgeholt. Lenchen Keller, einen siebzigjährigen Mann bei ihnen, hätten sie geschlagen, mit brennenden Lunten in die Nasen und Mund gebrennet, ihm sein Geld uf 60 Gulden ungefähr genommen, also daß er nach zwei Tagen darvon sterben müssen.“
Unter den Auswirkungen des Dreißigjährigen Krieges hatte auch das alte Pfarrhaus gelitten, das im Jahr 1701 als „total ruiniert“ bezeichnet und 1718 als Pfarrwohnung aufgegeben wird. Aus dem Jahr 1707 ist ferner der Zustand der Kirche überliefert als gäbe es „im ganzen Land kein schlechteres Gotteshaus wie das zu Niedermodau“.

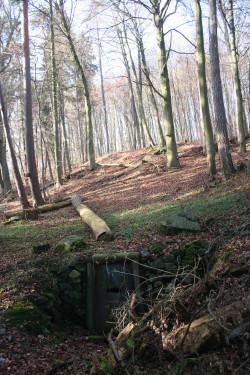
Ehemaliger Bergwerksstollen

### Bergbaugeschichte
In der Grube „Zur Gnade Gottes“, die oberhalb des Nieder-Modauer Wegs zwischen Ober-Ramstadt und Nieder-Modau liegt und zur Gemarkung der „Kernstadt“ gehört, wurden silberhaltige Kupfererze geschürft und an Ort und Stelle in der Schmelzhütte aufgeschmolzen. Eine Schmelzhütte existierte an dieser Stelle bereits 1507. Wilhelm II. Landgraf von Hessen, legte in der Obergrafschaft Katzenelnbogen, im Bereich der „Gingelbach“, am „Haselberg“ (heute: Silberberg) in Ober-Ramstadt, ein Silberbergwerk an. Er gab ihm den Namen „Zur Gnade Gottes“. 1506 belehnte er zwei Holländer. Gilsberge von der Schelde und Massilius von Antwerpen mit der Berggerechtigkeit. 1514 schrieb Vach mit Unterstützung von Hans von Wallbrunn an die „Landgräfin und die verordneten Räte“, dass er sich in Roßdorf und Ober-Ramstadt verbaut hat. Man solle ihm deshalb das Silberbergwerk in Auerbach überlassen, damit er sich von seinem Schaden erholen kann. Danach lag das Bergwerk in Ober-Ramstadt über 60 Jahre still.
1577 nahm Landgraf Georg mit dem Silberbergbau am Haselberg (heute: Gingelbach), Teil des nordwestlichen Höhenzugs bei Nieder-Modau den Betrieb wieder auf. 1581 wurde ein rotgefärbtes Erz gewonnen. Eine Probe ergab 15 Pfund Kupfer und 16 Lot Silber auf einen Zentner. 1582 war so viel Erz angefallen, dass man bedenkt ein Poch- und Schmelzwerk zu errichten. Landgraf Georg erließ ein „offenes Patent“, also eine Suchanzeige für einen Pochmeister. Ein solcher wurde offenbar gefunden und im folgenden Jahr war das Werk im Gange. 1583 war sowohl die Blütezeit des Bergwerkes, wie auch sein abrupter Niedergang. Kurz vor Pfingsten starb der Bergmeister Hans Stadtler. Die Suche nach einem erfahrenen Nachfolger gestaltete sich sehr schwierig. Die Anteilseigner drängten auf einen Fortgang am Bergwerk. 1586 war der Bergbaubetrieb gegen Ende des Jahres zum Erliegen gekommen, da es an dem nötigen Geld mangelt.
1598, zwei Jahre nach dem Tod des Landgrafen Georg I., berichtete der Amtmann Balthasar Schrautenbach an Eleonore, die Witwe Georgs, dass die Gemäuer der Hütte größtenteils zerfallen seien. Nur die Schmelzhütte stehe noch. Eleonore ließ noch ein Gutachten zum Zustand der Hütte anfertigen. 1598 wurde der Leibarzt des Landgrafen Ludwig V., Dr. med. Joachim Strupp, mit dem Bergwerk belehnt. Ob es jedoch zu Anfang des 17. Jahrhunderts noch einmal zur Wiederaufnahme des Betriebes gekommen war, ist unbekannt. Bekannt ist aber die Beschwerde der von Wallbrunn wegen Errichtung eines Schmelzofens auf ihrer Wiese zu Ober-Ramstadt, durch die Rentkammer im Jahr 1716.
Neue bergbauliche Versuche des 19. und 20. Jahrhunderts an den alten Plätzen blieben in den Ansätzen stecken bzw. wurden als erfolglos abgebrochen. Nach Einführung des Berggesetzes 1876 ist 1878 die Verleihung des Bergwerks auf Grund eines Mutscheins von 1854 erfolgt unter dem Namen „Anna“. Gegen Ende des Jahres 1907 sind umfangreichere Aufschlussarbeiten in Angriff genommen und die Grubenbaue aufgewältigt worden. Es ist zu bedauern, dass die Arbeiten in der interessanten Grube 1908 ein rasches Ende gefunden haben, so dass eine weitere Vervollständigung der an sich nicht unwichtigen Aufschlüsse vorerst nicht zu erwarten ist. Geophysikalische Messungen wurden im Jahr 1937 durchgeführt. 1938 wird auf der Höhe des „Silberberges“ über den alten Grubenbauten ein Probeschacht im Auftrag der AEG Berlin von der Fa. HOCHTIEF niedergebracht, der im April d. J. bereits eine Tiefe von 30 Meter erreichte. Dies geschah unter Geheimhaltung, offenbar auf der Suche nach Uran. Luftaufnahmen der Alliierten zeigen die Folgen eines Bombenangriffes auf diesen Schacht, der allerdings verfehlt wurde. Der Schacht ist inzwischen verwahrt, die Abraumhalden aber noch gut zu sehen.
Heute sind die Stollen teilweise eingebrochen, aber ein Stolleneingang am Rad- und Wanderweg von Ober-Ramstadt nach Nieder-Modau ist vom Verein für Heimatgeschichte Ober-Ramstadt und dem Naturschutzbund 1997 wieder geöffnet worden, um Fledermäusen ein Winterquartier zu schaffen. Der Stollenmund ist dabei in der Form der ersten urkundlichen Erwähnung wieder errichtet worden. Vorlage der Gestaltung waren Bücher: „Georg Agricola, 12 Bücher vom Berg und Hüttenwesen“, 1556 und „Schwarzer Bergbuch“, 1556.
Der Stollen „Zur Gnade Gottes“ liegt direkt unterhalb des Silberbergs an der Modau.

### Der Zuzug und Wiederaufbau nach dem Dreißigjährigen Krieg und Neuzeit
Aus vielen Teilen Europas wurden nach dem Dreißigjährigen Krieg Neusiedler angeworben. Sie sollten für wirtschaftlichen Wiederaufstieg sorgen. Für das Dorf Nieder-Modau waren Zuwanderer aus dem Vogtland vorherrschend. Einige heute in Nieder-Modau ansässig Sippen verdanken ihren Ursprung diesen Siedlern aus dem Vogtland.
Exemplarisch für den Zustand des Dorfes ist eine Beschreibung des Zustands der Kirche aus dem Jahr 1714:

„Das vor Alters drangebaute Capell, worauf der Thurm steht, ist sehr durchrissert sambt das Gewolb über die Sacristey, wollen auch die Mannsstühl auf der Borbühn (= Empore) übern Hauffen fallen, welches gar gefehrlich ist vor die Leuthe, so sowohl drunter als oben in den Stühlen stehen.“

Im September 1715 ist dann das Chorgehäuse und der Kirchenoberteil, also das Dach, abgerissen worden und der damalige Pfarrer Petrus Sahlfeld musste den Gottesdienst unter freiem Himmel abhalten.
1716 wurde mit dem Neubau begonnen. Nachdem der vordere Teil mit dem Turm und dem heute noch erhaltenen schmucken Fachwerk errichtet war, ging das Geld aus. Es dauerte noch zwei Jahre, also bis 1718, bis Pfarrer Petrus Sahlfeld mit seiner Gemeinde wieder ein Dach über dem Kopf hatte. Die Kirche hat heute noch den Umfang, der ihr in den Jahren 1716–1718 gegeben worden ist. 1890 wurde bei einer Restaurierung der Boden der Kirche um 35 cm erhöht, ein neues Gestühl angeschafft, die Männerbühne erneuert, sowie Kanzel, Altar und Kirchenofen verlegt. 1907 wurde das Kriegerdenkmal errichtet.
Die Statistisch-topographisch-historische Beschreibung des Großherzogthums Hessen berichtet 1829 über Nieder-Modau:

„Niedermodau (L. Bez. Reinheim) luth. Pfarrdorf; liegt an dem Modaubach 2 St. von Reinheim, hat 67 Häuser und 606 Einw., die bis auf 4 Reform. und 1 Kath. lutherisch sind. Unter diesen sind 22 Bauern und 65, welche bürgerliche Gewerbe treiben. – Bei einer Fehde, die 1379 zwischen der Stadt Frankfurt, mit welcher Mainz und Worms verbunden, und dem sogenannten Löwenbunde ausbrach, dem unter andern auch die Grafen Wilhem und Eberhard von Katzenellenbogen beigetreten waren, erlitt der Ort nebst einigen benachbarten, durch Brand Plünderung einen bedeutenden Schaden. Der Kirchsatz den Herrn von Frankenstein von welchen derselbe an die Grafen von Katzenellenbogen gekommen ist.“

### Der Zusammenbruch des Nieder-Modauer Spar- und Kreditvereins eGmuH
Am 19. Dezember 1911 wird für den Nieder-Modauer Spar- und Kreditverein eGmuH das Konkursverfahren eröffnet. Die Konkursbilanz der 1874 gegründeten Kasse ergab, dass zu diesem Zeitpunkt eine Überschuldung von 1.600.000 Mark vorlag. Die Genossen mussten mit ihrem gesamten persönlichen Vermögen auf die gesamten Schulden der Genossenschaft jedem Gläubiger gegenüber haften. Der Konkursverwalter stellte eine Vorschussrechnung auf, in welcher Höhe jeder Genosse für die Schulden zu haften habe. Am 10. Mai 1912 erklärte das Amtsgericht Reinheim die Vorschussrechnung in Höhe von 200.000 Mark gegen jeden Genossen für vollstreckbar.
Der Zusammenbruch der Modauer Kasse fand deutschlandweit Beachtung und war Gegenstand von Sitzungen der Landstände des Großherzogtums Hessen und Grundlage einer Gesetzesnovelle.
In seiner Folge kamen zahlreiche Bauern in Nieder-Modau und Umgebung in finanzielle Schwierigkeiten. So z. B. auch der Hottenbacher Hof in der Nähe von Klein-Bieberau.

### Nach 1945
Im Zuge der Gebietsreform in Hessen erfolgte am 1. Juli 1971 der freiwillige Zusammenschluss der bis dahin selbständigen Gemeinden Nieder-Modau und Ober-Modau zur Gemeinde Modau.
Modau wurde am 1. Januar 1977 kraft Landesgesetz nach Ober-Ramstadt eingegliedert. Ein Ortsbezirk nach der Hessischen Gemeindeordnung wurden nicht errichtet.

### Verwaltungsgeschichte
Die Verwaltung des Ortes erfolgt schon zur Zeit der Grafen von Katzenelnbogen und nach dessen Aussterben im 15. Jahrhundert, in der Landgrafschaft Hessen-Darmstadt durch das Amt Lichtenberg. Nieder-Modau lag im Gerichtsbezirk der Zent Oberramstadt. Die Zent war in sogenannte „Reiswagen“ eingeteilt, denen jeweils ein Oberschultheiß vorstand, die dem Zentgrafen unterstellt waren. Nieder-Modau gehörte zum „Oberramstädter Reiswagen“, dem auch noch die Orte Ober-Ramstadt mit seinen Mühlen sowie den deutschen Einwohnern in  Hahn und Wembach, Asbach, Dilshofen, Ober-Modau  und Frankenhausen angehörten. Die gesamte Zent Oberramstadt war dem Amt Lichtenberg zugeteilt. Diese Einteilung bestand noch bis zum Beginn des 19. Jahrhunderts.
Die folgende Liste zeigt die Staaten und Verwaltungseinheiten, denen Nieder-Modau angehört(e):
- vor 1479: Heiliges Römisches Reich, Grafschaft Katzenelnbogen, Obergrafschaft Katzenelnbogen, Amt Lichtenberg, Zent Oberramstadt
- ab 1479: Heiliges Römisches Reich, Landgrafschaft Hessen, Obergrafschaft Katzenelnbogen, Amt Lichtenberg, Zent Oberramstadt
- ab 1500: Heiliges Römisches Reich, Oberrheinischer Reichskreis (bis 1806), Landgrafschaft Hessen, Obergrafschaft Katzenelnbogen, Amt Lichtenberg
- ab 1567: Heiliges Römisches Reich, Landgrafschaft Hessen-Darmstadt, Obergrafschaft Katzenelnbogen, Amt Lichtenberg, Zent Oberramstadt, Oberramstädter Reiswagen
- ab 1803: Heiliges Römisches Reich, Landgrafschaft Hessen-Darmstadt, Fürstentum Starkenburg, Amt Lichtenberg
- ab 1806: Großherzogtum Hessen,[Anm. 2] Fürstentum Starkenburg, Amt Lichtenberg[49]
- ab 1815: Großherzogtum Hessen[Anm. 3], Provinz Starkenburg, Amt Lichtenberg
- ab 1821: Großherzogtum Hessen, Provinz Starkenburg, Landratsbezirk Reinheim[Anm. 4]
- ab 1832: Großherzogtum Hessen, Provinz Starkenburg, Kreis Dieburg
- ab 1848: Großherzogtum Hessen, Regierungsbezirk Dieburg
- ab 1852: Großherzogtum Hessen, Provinz Starkenburg, Kreis Dieburg
- ab 1871: Deutsches Reich,[Anm. 5] Großherzogtum Hessen, Provinz Starkenburg, Kreis Dieburg
- ab 1918: Deutsches Reich, Volksstaat Hessen,[Anm. 6] Provinz Starkenburg, Kreis Dieburg
- ab 1938: Deutsches Reich, Volksstaat Hessen, Landkreis Darmstadt[50][Anm. 7]
- ab 1945: Amerikanische Besatzungszone,[Anm. 8] Groß-Hessen, Regierungsbezirk Darmstadt, Landkreis Darmstadt
- ab 1946: Amerikanische Besatzungszone, Land Hessen, Regierungsbezirk Darmstadt, Landkreis Darmstadt
- ab 1949: Bundesrepublik Deutschland, Land Hessen, Regierungsbezirk Darmstadt, Landkreis Darmstadt
- ab 1971: Bundesrepublik Deutschland, Land Hessen, Regierungsbezirk Darmstadt, Landkreis Darmstadt, Gemeinde Modau[Anm. 9]
- ab 1977: Bundesrepublik Deutschland, Land Hessen, Regierungsbezirk Darmstadt, Landkreis Darmstadt-Dieburg, Stadt Ober-Ramstadt[Anm. 10]

### Gerichte
Nieder-Modau gehörte zum Zentgericht Oberramstadt. In der Landgrafschaft Hessen-Darmstadt wurde mit Ausführungsverordnung vom 9. Dezember 1803 das Gerichtswesen neu organisiert. Für das Fürstentum Starkenburg wurde das „Hofgericht Darmstadt“ eingerichtet. Es war für normale bürgerliche Streitsachen Gericht der zweiten Instanz, für standesherrliche Familienrechtssachen und Kriminalfälle die erste Instanz. Übergeordnet war das Oberappellationsgericht Darmstadt. Die Rechtsprechung der ersten Instanz wurde durch die Ämter bzw. Standesherren vorgenommen. Damit war für Nieder-Modau das Amt Lichtenberg zuständig. Die Zentgerichte hatten damit ihre Funktion verloren.
Mit Bildung der Landgerichte im Großherzogtum Hessen war ab 1821 das Landgericht Lichtenberg das Gericht erster Instanz, zweite Instanz war das Hofgericht Darmstadt. Es folgten:
- ab 1848: Landgericht Reinheim (Verlegung von Lichtenberg nach Reinheim), zweite Instanz: Hofgericht Darmstadt
- ab 1879: Amtsgericht Reinheim, zweite Instanz: Landgericht Darmstadt
- ab 1968: Amtsgericht Darmstadt mit der Auflösung des Amtsgerichts Reinheim, zweite Instanz: Landgericht Darmstadt

### Ehemalige Bürgermeister

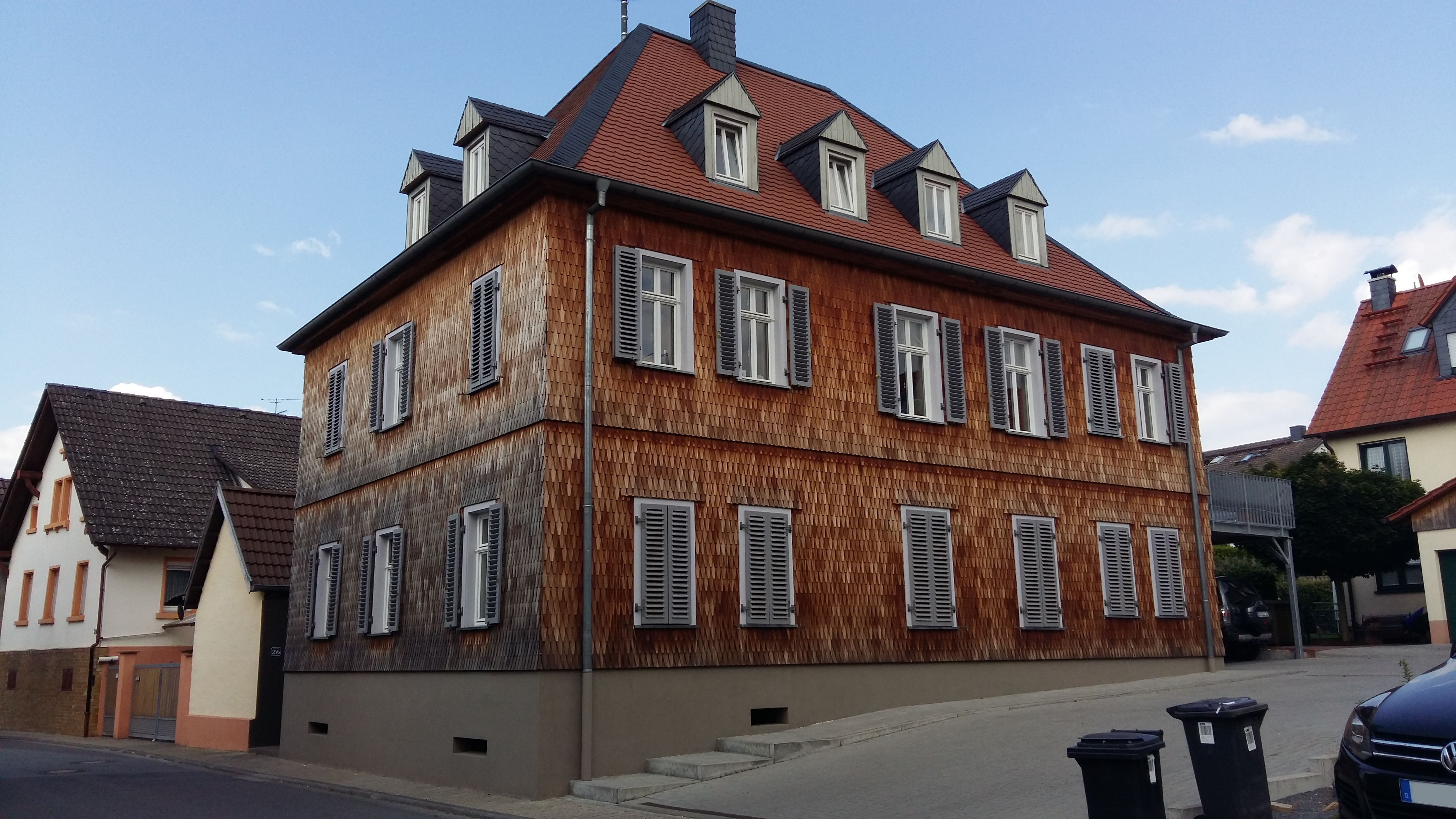
Ehemaliges Rathaus in der Kirchstraße

- 1822–1830 Roßmann, Johann Heinrich[51]
- 1832–1842 Matthes, Johannes IV.[51]
- 1848–1862 Roßmann, Philipp III.[52][53]
- 1863–1871 Matthes, Johannes V.[54]
- 1871–1883 Schaller[55]
- 1883–1899 Roßmann, Philipp Wilhelm III.[56][51]
- 1899–1909 Roßmann, Philipp
- 1909–1921 Schaller, Philipp II.[51]
- 1921–1932 Perron, Daniel[57]
- 1932–1933 Schuchmann, Georg[58]
- 1933–1945 Beyer, Georg VI.
- 1946–1948 Nickolaus, Joseph[51]
- 1948–1950 Weber, Wilhelm
- 1950–1968 Nickolaus, Joseph[51]
- 1968–1976 Mager, Heinz

## Bevölkerung

### Einwohnerentwicklung
- 1440: gegen 50 Landsiedel- und Hubenleute (Hufe)[59]
- 1630: 075 Einwohner (geschätzt)[60]
- 1791: 332 Einwohner[46]
- 1800: 338 Einwohner[61]
- 1806: 423 Einwohner, 57 Häuser[49]
- 1829: 606 Einwohner, 76 Häuser[37]
- 1867: 617 Einwohner, 86 Häuser[62]

| Nieder-Modau: Einwohnerzahlen von 1791 bis 1970 | Nieder-Modau: Einwohnerzahlen von 1791 bis 1970 | Nieder-Modau: Einwohnerzahlen von 1791 bis 1970 | Nieder-Modau: Einwohnerzahlen von 1791 bis 1970 | Nieder-Modau: Einwohnerzahlen von 1791 bis 1970 |
| --- | ----------------------------------------------- | ----------------------------------------------- | ----------------------------------------------- | ----------------------------------------------- |
| Jahr |                                                 |                                                 |                                                 | Einwohner                                       |
| 1791 | 1791                                            |                                                 | 332                                             | 332                                             |
| 1800 | 1800                                            |                                                 | 338                                             | 338                                             |
| 1806 | 1806                                            |                                                 | 423                                             | 423                                             |
| 1829 | 1829                                            |                                                 | 606                                             | 606                                             |
| 1834 | 1834                                            |                                                 | 626                                             | 626                                             |
| 1840 | 1840                                            |                                                 | 630                                             | 630                                             |
| 1846 | 1846                                            |                                                 | 672                                             | 672                                             |
| 1852 | 1852                                            |                                                 | 635                                             | 635                                             |
| 1858 | 1858                                            |                                                 | 630                                             | 630                                             |
| 1864 | 1864                                            |                                                 | 651                                             | 651                                             |
| 1871 | 1871                                            |                                                 | 605                                             | 605                                             |
| 1875 | 1875                                            |                                                 | 620                                             | 620                                             |
| 1885 | 1885                                            |                                                 | 630                                             | 630                                             |
| 1895 | 1895                                            |                                                 | 627                                             | 627                                             |
| 1905 | 1905                                            |                                                 | 653                                             | 653                                             |
| 1910 | 1910                                            |                                                 | 622                                             | 622                                             |
| 1925 | 1925                                            |                                                 | 641                                             | 641                                             |
| 1939 | 1939                                            |                                                 | 685                                             | 685                                             |
| 1946 | 1946                                            |                                                 | 1.012                                           | 1.012                                           |
| 1950 | 1950                                            |                                                 | 1.000                                           | 1.000                                           |
| 1956 | 1956                                            |                                                 | 955                                             | 955                                             |
| 1961 | 1961                                            |                                                 | 1.019                                           | 1.019                                           |
| 1967 | 1967                                            |                                                 | 1.284                                           | 1.284                                           |
| 1970 | 1970                                            |                                                 | 1.326                                           | 1.326                                           |
| Datenquelle: Historisches Gemeindeverzeichnis für Hessen: Die Bevölkerung der Gemeinden 1834 bis 1967. Wiesbaden: Hessisches Statistisches Landesamt, 1968. Weitere Quellen: LAGIS |                                                 |                                                 |                                                 |                                                 |

### Historische Religionszugehörigkeit
Asbach gehörte früher zum Kirchspiel Nieder-Modau.
| • 1829: | 602 lutheranische (= 99,34 %), 4 reformierte (= 0,66 %) und ein katholischer (= 0,15 %) Einwohner |
| • 1961: | 824 evangelische (= 80,86 %) und 184 (= 18,06 %) katholische Einwohner                            |

## Kultur und Sehenswürdigkeiten

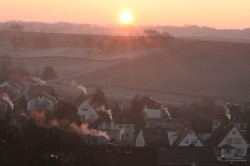
Sonnenaufgang über Nieder-Modau

### Musik
- Gesangverein Nieder-Modau (gegründet vor 1864, erloschen)[63]
- Liederkranz Nieder-Modau (gegründet 1881, erloschen)[64]
- Gesangverein Frohsinn 03 (1903 als Arbeitergesangverein gegründet) mit eigener Vereinszeitschrift („Modauer Saiten“)

### Sport
- SG Modau, Fußballverein, Vereinsgelände Am Lohberg, Großspielfeld Rasenplatz, Spielfeld Kunstrasen, Kleinspielfeld Rasenplatz, Beachvolleyballanlage, eigens bewirtschaftetes Sportlerheim
- TSV Modau mit den Abteilungen Handball, Tischtennis, Fit und Gesund, Wandern
- Angelsportverein Modau (ASV) 1976 e. V., mit eigenen Fischteichen

### Weitere Vereine
- Deutsches Rotes Kreuz Ortsvereinigung Modau/Modautal
- Freiwillige Feuerwehr Modau mit Jugendfeuerwehr und Feuerwehrhaus
- Verein zur Förderung des Obstbaues der Garten- und Landschaftspflege Modau mit eigenem Vereinsgarten

### Regelmäßige Veranstaltungen
Alle zwei Jahre wird im Sommer, meist zeitgleich mit dem „Darmstädter Heinerfest“, die „Murrer Straßenkerb“ gefeiert. Das mehrtägige Fest findet auf der dazu gesperrten Kirchstraße und in den Innenhöfen der Gehöfte entlang der Straße statt.

### Kulinarische Spezialitäten
„Murrer Essich“: Der Name geht auf einen vormals von Reben am Wingertsberg hergestellten Wein zurück. Heute bezeichnet er häufiger den in dieser Region beliebten Apfelwein.

### Wanderungen
- Durch das nördliche Modau führt der Wanderweg O4 (Ober-Ramstadt).
- Quer durch den Ort geht die von Rainer Türk beschriebene Wanderroute „Waldenserweg“[65]
- Am westlichen Rand von Modau verläuft der europäische Fernwanderweg E1 (Ostsee-Bodensee) auf der Hohen Straße

### Sehenswürdigkeiten
- Burg Nieder-Modau
- Kirche Nieder-Modau
- Alte Schlossmühle in Modau

## Wirtschaft und Infrastruktur

### Verkehr
Modau liegt an der Landesstraße L 3099. Die L 3099 heißt heute Odenwaldstraße und verläuft in Nord-Südlicher Richtung und führt weiter nach Ober-Modau, Ernsthofen und Brandau. Nach Westen verbindet die Kreisstraße K 137 Nieder-Modau mit Frankenhausen und nach Osten die K 133 mit Rohrbach.
Durch Modau fährt die Buslinie „O“ des Darmstadt-Dieburger Verkehrsverbundes.
Modau selbst hat keinen Eisenbahnanschluss (auch wenn einmal eine Bahnlinie von Ober-Ramstadt über Modau nach Ernsthofen geplant war). Der nächste Bahnhof ist der Bahnhof von Ober-Ramstadt.

### Öffentliche Einrichtungen
- Modauhalle, Am Lohberg 40, Mehrzweckhalle, Halle: 405 m², Foyer: 86 m², Vielphonraum: 99 m², Besucherkapazität: je nach Veranstaltungstyp bis zu 500 Personen

### Bildung
- 1869 wurde das Schulhaus errichtet[66]
- Kindergarten
- Kinderkrippe Finkennest (privat)
- Die Kinder aus Nieder-Modau gehen zur Modautalschule, 64397 Modautal/Ernsthofen, Grundschule mit Förderstufe

## Persönlichkeiten

### Söhne und Töchter der Stadt
Karl Heuss 
Karl Heuss war der älteste Sohn des aus Lichtenberg stammenden Johannes Heuss und der Katharina Ludwig aus Nieder-Modau. Geboren wurde er 1859 in Nieder-Modau und erlernte das Steinmetzhandwerk. Aus Altenerzählungen ist bekannt, dass er nicht zu den Soldaten Kaiser Wilhelms wollte und 1880 nach Mansfield in Ohio zog. Dorthin folgte ihm aus dem gleichen Grunde 1881 auch sein Bruder Johannes. Karl Heuss heiratete in Amerika die ebenfalls aus Nieder-Modau stammende Maria Anna Ackermann und hatte mit ihr sieben Kinder. In der aufblühenden Stadt Mansfield gründete er ein Baugeschäft und half durch seine Steinbauten maßgeblich mit, der Stadt ein neues Gesicht zu geben. Für die lutherische St. Paulskirche, deren Mitglied er war, legte er 1898 den Grundstein und erbaute sie neu. Viele bedeutende Profanbauten und vier weitere Kirchen kamen hinzu.
Die Nachricht aus seiner alten Heimat, dass die große Glocke der Nieder-Modauer Kirche im Ersten Weltkrieg eingeschmolzen wurde und nach dem Krieg kein Geld für eine neue vorhanden war, veranlasste ihn, 1922 in Mansfield eine Spendenaktion zu organisieren. Über das Ergebnis dieser Spendenaktion in Mansfield findet sich in der Kirchenchronik von Nieder-Modau unter dem Jahr 1922 folgende Eintragung: „Der Neujahrstag brachte unserer Kirchengemeinde die freudige Nachricht, daß unsere ehemaligen Nieder-Modauer in Amerika für eine neue Glocke, anstelle der im Krieg abgelieferten, gesammelt hatten.“
Die 20 namentlich bekannten Spender brachten 103,50 $ zusammen. Das entsprach 1922 einem Gegenwert von ca. 18.000 Deutschen Mark. Von dem Betrag, der von ehemaligen Nieder-Modauern und Auswanderern umliegender Dörfer aufgebracht wurde, konnte eine neue Glocke angeschafft werden. Karl Heuss half nicht nur seinen Familienangehörigen, sondern organisierte auch Hilfen für Bedürftige der Alten Welt über den deutschen Hilfsverein in Mansfield.
- Johann Heinrich Rossmann (1777–1852), Ökonom, Politiker und Abgeordneter der 2. Kammer der Landstände des Großherzogtums Hessen.

- Johannes Matthes (1798–1866), Landwirt, Politiker und Abgeordneter der 1. Kammer der Landstände des Großherzogtums Hessen.

### Persönlichkeiten, die im Ort gewirkt haben
- Karl Schlechta (* 23. Januar 1904 in Wien; † 19. Februar 1985 in Modau, Stadtteil von Ober-Ramstadt) war ein österreichischer Nietzsche-Forscher und Herausgeber der Werke Friedrich Nietzsches im Carl Hanser Verlag, München (sog. „Schlechta-Ausgabe“).